# Nowoczerkasskij (obwód kurski)
Nowoczerkasskij (ros. Новочеркасский) – chutor w zachodniej Rosji, w sielsowiecie porieczeńskim rejonu sudżańskiego w obwodzie kurskim.

## Geografia
Miejscowość położona jest w pobliżu rzeki Sudża, 20 km od granicy z Ukrainą, 4,5 km od centrum administracyjnego sielsowietu porieczeńskiego (Czerkasskoje Poriecznoje), 17,5 km od centrum administracyjnego rejonu (Sudża), 72 km od Kurska.

## Demografia
W 2010 r. miejscowość zamieszkiwało 12 osób.